# Santa Maria de Belém (dirigível)
O Santa Maria de Belém foi o segundo dirigível experimental encomendado por Julio Cezar, que teve apenas uma tentativa não sucedida de decolagem, devido à inexperiência dos operadores em terra com a manipulação do hidrogênio, em no dia 12 de julho de 1884, no Largo da Sé.
Foi construído na oficina de balões de Henri Lachambre, em Paris.

## Design e desenvolvimento

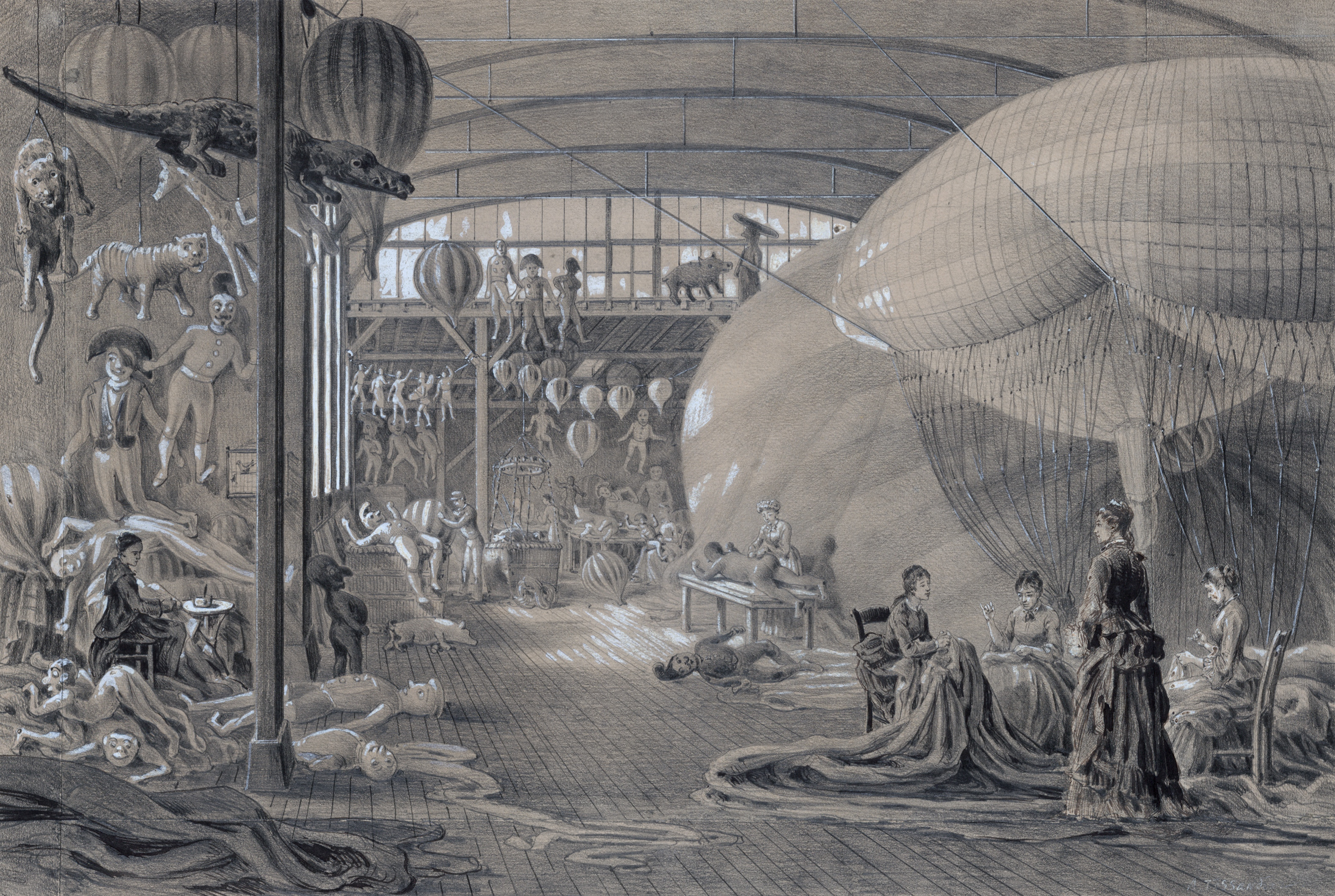
Oficina do Sr. Lachambre, Vaugirard, Paris. Agosto de 1883.

Em 1882, após obter a autorização e fundos do Instituto Politécnico Brasileiro e receber uma moção favorável sobre a viabilidade técnica do balão Le Victoria, Ribeiro de Sousa, retornou a Paris e encomendou um novo balão a Lachambre.
Tinha 52 m de comprimento, 10,4 m de diâmetro máximo na parte frontal, e 8,5 m de diâmetro mínimo na parte posterior. Para encher o balão até a capacidade máxima, era necessário 3 milhões de litros de gás hidrogênio.
Das extremidades inferiores do forro desciam duas redes que envolviam o balão por meio de quinhentas cordas que partiam do referido forro e envolviam o aeróstato circularmente, ao qual estavam conectados a gôndola de 12 m de comprimento, as duas asas, o leme e a âncora.
O pequeno barco ou gôndola, cujo fundo era feito de madeira de pinho, permanecia preso ao balão por meio de vários cabos. Ela era reforçada com tecido armado com um pequeno cabo ou haste de cerca de um metro de altura e três metros de comprimento.
As asas eram triangulares, também feitas de seda dupla impermeável em uma estrutura de madeira com juntas de metal: bronze, ferro e aço, cada uma medindo 12 m de comprimento e 8 m de largura máxima, com o lado mais longo disposto paralelamente ao mastro da vela principa. O leme ou cauda também era feito de seda dupla impermeável em uma estrutura de madeira e metal, formando um triângulo de 6 metros.
Durante os testes em Paris do motor a vapor que acionaria a hélice do balão, ocorreu uma explosão no tanque de vapor, inutilizando-o. Como o inventor não considerava a hélice essencial para seu sistema de navegação aérea, uma vez que só poderia utilizá-la em determinadas condições atmosféricas.
Decidiu realizar seu experimento no Brasil, sem motor ou com outra hélice manual, especialmente porque a construção de uma nova máquina levaria cerca de três meses e ele já não tinha mais subsídios.
Em julho de 1883, em Belém, tentando angariar fundos para compra de três milhões de litros de hidrogênio, recebeu autorização de Antônio de Macedo Costa, então bispo da província, para expor seu balão no interior da Catedral de Belém, e fez conferências no Teatro da Paz.
Viajou também a Manaus, então capital da província do Amazonas, onde conseguiu 16:000$000 réis (dezesseis contos de réis), ainda insuficiente para seus objetivos, também vendeu seus livros e móveis.
Na manhã de 12 de julho, de 1884, o Santa Maria de Belém foi montado no Largo da Sé, no dia da tentativa, Ribeiro de Sousa, dispunha de 2 mil kgs de ácido, além de pó metálico armazenados em 70 barris.
Com poucos recursos à sua disposição, o inventor encheu seu balão sozinho. Foi ajudado durante a noite por cinco amigos dedicados, incluindo seu genro, seis outras pessoas que ele pôde pagar e vinte outras que foram colocadas à sua disposição.
A produção de hidrogênio foi feita por amigos, mas, além de Ribeiro de Souza, ninguém tinha experiência anterior na produção de hidrogênio. Exaustos, eles trabalharam duro até as 9 horas da manhã e não contavam com mais ninguém para assumir o controle.
Durante a noite, gotas de ácido caíram acidentalmente nas tubulações de gás, devido à inexperiência dos funcionários. Isso causou a perda de grande parte da produção de gás e de uma bateria de geradores. Além disso, as bases de alguns geradores foram danificadas, tornando-os inutilizáveis.
Às onze horas da manhã, o inventor cancelou seu experimento. Centenas de pessoas estavam no local aguardando a subida do balão. A frustração era generalizada. Ribeiro de Souza não escondeu sua profunda decepção e tristeza com o fracasso.